# Dokument normatywny
Dokument normatywny – dokument ustalający zasady, wytyczne lub charakterystyki odnoszące się do różnych rodzajów działalności lub ich wyników. Dokumenty normatywne obejmują takie dokumenty, jak:
- przepisy
- specyfikacje techniczne,
- kodeksy postępowania,
- normy.